# From Paris to Berlin (album)
From Paris to Berlin to trzeci studyjny album duńskiego duetu Infernal. Płyta powstawała w latach 2002-2004, oficjalna premiera miała miejsce 15 maja 2005 roku w Danii. Europejska wersja albumu ukazała się 6 września 2005. Produkcją płyty zajęli się Niels Ekner, Jesper Green, Lars Bo Kujahn.

## Lista utworów

### Standardowa edycja
1. "Big Ride F*ckers (Intro)" – 2:13
2. "From Paris to Berlin" – 3:29
3. "I Took a Ride (Fairytale)" (featuring Adam Powers) – 3:19
4. "Keen on Disco" – 3:51
5. "Cheap Trick/The Silent Movie (Intro)" – 0:52
6. "Cheap Trick Kinda Girl" – 3:20
7. "Ultimate Control" (featuring John Rock) – 3:20
8. "Vienna" – 4:44
9. "Dressed in Blue" – 3:24
10. "Careful with the Boys" – 3:24
11. "Deeper Still" – 4:39
12. "Bass Driven Music" – 4:48
13. "Balagan (Hava Nagila)" (featuring Uri) – 5:16
14. "Banjo Thing!" (featuring Red$tar) – 3:52
15. "Sunday Morning March 15" – 2:52

### International re-edition (CD+DVD)
CD
1. "I Won't Be Crying" – 3:27
2. "Self Control" – 3:38
3. "Keen on Disco" – 3:50
4. "From Paris to Berlin" – 3:30
5. "Fairytale" – 3:33
6. "A to the B" – 3:36
7. "Ten Miles" – 3:29
8. "Peace Inside" – 3:24
9. "Vienna" – 4:44
10. "Dressed in Blue" – 3:24
11. "Ultimate Control" – 3:20
12. "Keen on Disco" [Late Night mix] – 4:46
13. "Cheap Trick Kinda' Girl" – 3:20
14. "Loved Like a Maniac" – 3:38
15. "Deeper Still" – 4:41
16. "Sunday Morning March" – 2:52
17. "Hey Hello!" [International Bonus Track] – 3:18
18. "This Little Secret" [International Bonus Track] – 4:14

DVD
1. "From Paris to Berlin" [video]
2. "Keen on Disco" [video]
3. "A to the B" [video]
4. "Self Control" [video]
5. "I Won't Be Crying" [video]
6. Interview
7. Photo gallery

## Single
| Rok  | Tytuł                          | Najwyższa pozycja | Najwyższa pozycja | Najwyższa pozycja | Najwyższa pozycja | Najwyższa pozycja | Najwyższa pozycja | Najwyższa pozycja | Najwyższa pozycja | Najwyższa pozycja | Najwyższa pozycja | Najwyższa pozycja | Najwyższa pozycja | Najwyższa pozycja | Album                |
| Rok  | Tytuł                          | AUS               | AUT               | DEN               | FIN               | FR                | GER               | IR                | NL                | NOR               | SPA               | SWE               | SUI               | UK                | Album                |
| ---- | ------------------------------ | ----------------- | ----------------- | ----------------- | ----------------- | ----------------- | ----------------- | ----------------- | ----------------- | ----------------- | ----------------- | ----------------- | ----------------- | ----------------- | -------------------- |
| 2003 | "Banjo Thing!" (feat. Red$tar) | –                 | –                 | 3                 | –                 | –                 | –                 | –                 | –                 | –                 | –                 | –                 | –                 | –                 | From Paris to Berlin |
| 2004 | "From Paris to Berlin" 1,2     | 20                | 49                | –                 | 2                 | 14                | 32                | 2                 | 9                 | 6                 | 1                 | 57                | 61                | 2                 | From Paris to Berlin |
| 2005 | "Keen on Disco"                | –                 | –                 | –                 | 12                | –                 | –                 | –                 | –                 | –                 | 47                | 13                | –                 | –                 | From Paris to Berlin |
| 2005 | "Cheap Trick Kinda' Girl"      | 28                | –                 | –                 | –                 | –                 | –                 | –                 | –                 | –                 | –                 | –                 | –                 | –                 | From Paris to Berlin |
| 2006 | "A to the B"                   | 53                | –                 | 34                | –                 | 49                |                   | –                 | –                 | –                 | –                 | –                 | –                 | –                 | From Paris to Berlin |
| 2006 | "Ten Miles" (promo only) ³     | –                 | –                 | 3                 | –                 | 84                | –                 | –                 | –                 | –                 | 1                 | –                 | –                 | –                 | From Paris to Berlin |
| 2006 | "Self Control"                 | –                 | –                 | 3                 | 6                 | –                 | –                 | 14                | –                 | –                 | –                 | –                 | –                 | 18                | From Paris to Berlin |
| 2007 | "I Won't Be Crying"            | –                 | –                 | –                 | –                 | –                 | –                 | –                 | –                 | –                 | –                 | –                 | –                 | –                 | From Paris to Berlin |
| 2007 | "Hey Hello" 4                  | –                 | –                 | -                 | -                 | –                 | –                 | -                 | –                 | –                 | –                 | –                 | –                 | -                 | From Paris to Berlin |

- 1 Wszystkie pozycje pochodzą z 2006 roku.
- ² Pozycja Irlandii odnosi się do wersji wydanej w Wielkiej Brytanii "From London to Berlin."
- ³ Piosenka "Ten Miles" została wydana jako czwarty singel w Wielkiej Brytanii w 2007.
- 4 Piosenka "Hey Hello" swoją premierę w europie miała po wydaniu singla "I Won't Be Crying".